# Armando Borrajo
Armando Ariel Borrajo (* 2. Mai 1976 in La Paternal, Buenos Aires; † 18. Dezember 2010 ebenda) war ein argentinischer Radrennfahrer.
Armando Borrajo wurde 2006 argentinischer Meister im Straßenrennen. Außerdem gewann er eine Etappe bei der Doble San Francisco-Miramar und konnte so auch die Gesamtwertung der Rundfahrt für sich entscheiden. 2007 nahm er an der Tour de San Luis in Argentinien teil, erreichte aber keine Platzierung. In der Saison 2008 gewann er beim Clásica del Oeste-Doble Bragado mit seinem Team den Prolog, der als Mannschaftszeitfahren ausgetragen wurde. Bei dem Eintagesrennen Clasica 1° de Mayo Argentina belegte er den zweiten Platz. Außerdem fuhr er beim Volta de Ciclismo Internacional do Estado de São Paulo mit. 
Im Dezember 2010 wurde Borrajo bei einer Reise zur Unterstützung von Facundo Donadio (Bruder des Rennfahrers Sebastián Donadío), der sich um die Präsidentschaft des argentinischen Radsportverbandes bewarb, entführt und nach zwei Tagen von seinen Kidnappern wieder freigelassen. Bei der Entführung soll er Verletzungen und einen Schock erlitten haben. Zwei Tage nach seiner Freilassung nahm er sich das Leben.
Armandos Brüder Alejandro und Aníbal waren ebenfalls aktive Radrennfahrer.

## Erfolge
2006
- Argentinischer Meister – Straßenrennen
- Gesamtwertung und eine Etappe Doble San Francisco-Miramar

2007
- Gesamtwertung und eine Etappe Vuelta Leandro N. Alem

2008
- eine Etappe Doble Difunta Corréa

2009
- eine Etappe Giro del Sol San Juan
- Gesamtwertung und zwei Etappen Doble Chepes